# Kelela
Kelela Mizanekristos (Amhárico: ከለላ ሚዛነክርስቶስ, Washington, D. C., 6 de junio de 1983) es una cantante y compositora estadounidense. Hizo su debut en la industria de la música con el lanzamiento de su mixtape Cut 4 Me del 2013. En 2015, lanzó Hallucinogen, un EP que trata sobre el comienzo, el medio y el final de una relación en orden cronológico inverso. Su álbum de estudio debut, Take Me Apart, fue lanzado en 2017.

## Edad temprana y educación
Una estadounidense etíope de segunda generación de inmigrantes e hija única, Mizanekristos nació en Washington D. C. el 6 de junio de 1983. Al crecer en Gaithersburg, Maryland, aprendió a tocar el violín en cuarto grado y cantó en el coro de su escuela. En 2001, se graduó de Magruder High School. Después de transferirse del Montgomery College a la American University, Mizanekristos comenzó a cantar estándares de jazz en los cafés. En 2008, se unió a una banda independiente llamada Dizzy Spells y cantó metal progresivo después de conocer a Tosin Abasi, con quien más tarde salió. En 2010, se mudó a Los Ángeles donde vive actualmente, además de Londres.

## Carrera profesional

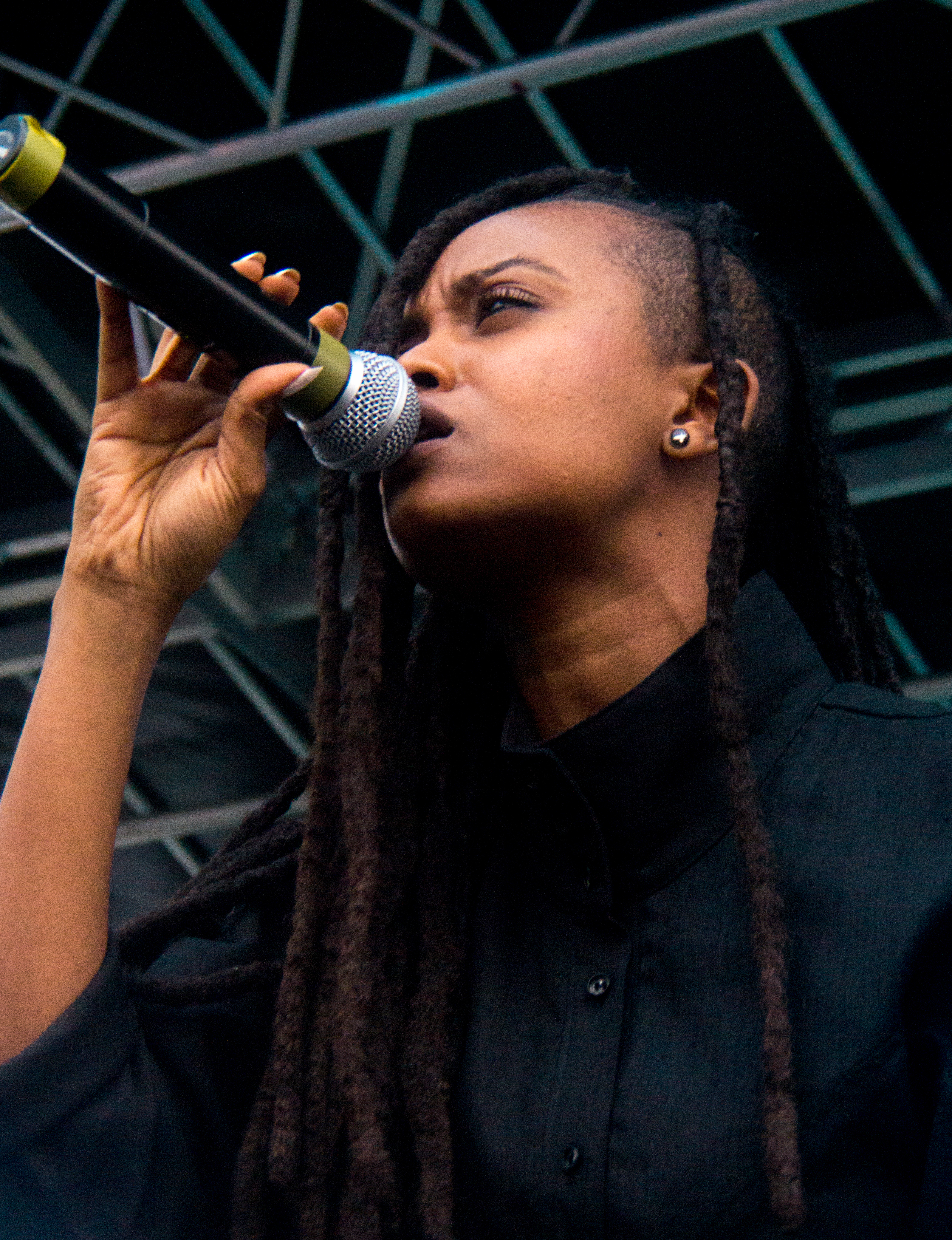
Kelela actuando en el Broccoli City Festival en Washington D. C., 2014.

### 2012-2015:Cut 4 MeyHallucinogen
En noviembre de 2012, Mizanekristos comenzó a trabajar en su mixtape debut con dos canciones grabadas. Más tarde renunció a su trabajo como vendedora telefónica para seguir plenamente su carrera como músico. Tras mudarse a Los Ángeles, Mizanekristos se conectó con Teengirl Fantasy y contribuyó al álbum Tracer del grupo en 2013 con la canción "EFX", lo que la llevó a conocer a Prince William del sello Fade to Mind. El le presentó a ella el sonido del sello discográfico y su sello hermano de Londres, Night Slugs. En mayo de 2013, apareció en "Bank Head" de Kingdom, y cinco meses después lanzó su mixtape Cut 4 Me de forma gratuita. Harriet Gisbone de The Guardian describió el mixtape como "un experimento para el equipo de producción, la primera vez que el equipo de producción utilizó voces en sus pistas de club". Su pista "Go All Night" se incluyó en Saint Heron , un álbum recopilatorio de varios artistas lanzado por Solange Knowles. El mixtape estuvo fuertemente influenciado por la música grime, un género electrónico popular con base en el Reino Unido, y ayudó a revivir el subgénero conocido como Rhythm & Grime .
El 11 de diciembre de 2013, DJ Kitty Cash lanzó su mixtape Love the Free, que incluía su canción, "The High". Mizanekristos luego lanzó la pista ella misma el 4 de febrero de 2014 en su SoundCloud. También apareció en la canción de Bok Bok "Melba's Call", que fue lanzada el 5 de marzo. El 3 de marzo de 2015, Mizanekristos anunció el lanzamiento de su primer EP, Hallucinogen, junto con el lanzamiento del sencillo principal "A Message" y el video musical que lo acompaña. El segundo sencillo, "Rewind", fue lanzado el 2 de septiembre. El EP cubre el comienzo, el medio y el final de una relación en orden cronológico inverso. Incluye el sencillo "The High" previamente compartido.

### 2016-presente:Take Me Apart
En 2016, Mizanekristos tuvo varias apariciones especiales en varios sencillos, entre estos están "A Breath Away" de 32 Levels, álbum de Clams Casino, "From the Ground" de Atrocity Exhibition, álbum de Danny Brown y en la canción "Scales" del álbum de Solange, A Seat at the Table . En febrero de 2017, participó en los 3 días de Red Bull Sound Select en Miami. Más tarde ese mismo año, ella apareció en la pista "Submission", junto al rapero Danny Brown y proporcionó voces adicionales en la pista "Busted and Blue", ambas canciones pertenecen a Humanz, álbum de Gorillaz.
El 14 de julio de 2017, Mizanekristos anunció su álbum de estudio debut, Take Me Apart. Estuvo disponible para pre-pedido el 1 de agosto junto con el lanzamiento del sencillo principal, "LMK". Tres sencillos más precedieron al álbum, "Frontline", "Waitin" y "Blue Light", antes de su lanzamiento el 6 de octubre de 2017. El álbum recibió aclamación universal de los críticos musicales y apareció en varias listas de fin de año. También se incluyó en la edición de 2018 del libro 1001 álbumes que debes escuchar antes de morir .
El 13 de junio de 2018, Mizanekristos apareció en el remix de Girl Unit de la canción "WYWD", que sirvió como sencillo principal de su próximo álbum, Song Feel. Los dos han trabajado juntos anteriormente en la canción "Floor Show" de Cut 4 Me y en el sencillo "Rewind" de Hallucinogen.
El 12 de septiembre de 2018, Mizanekristos anunció Take Me a_Part, the Remixes, un álbum de remixes que consta de remixes de su álbum debut, y lanzó un remix de "LMK" como sencillo que incluye colaboraciones con Princess Nokia, Junglepussy, Cupcakke y Ms. Boogie. El álbum incluye contribuciones de Kaytranada, Rare Essence, Serpentwithfeet entre otros artistas. El 26 de septiembre, Mizanekristos compartió el remix de "Waitin" de Kaytranada como el segundo sencillo del álbum. El álbum fue lanzado el 5 de octubre de 2018, marcando un año desde el lanzamiento de Take Me Apart .

## Vida personal
Kelela se identifica abiertamente como queer.

## Discografía

### Álbumes de estudio
| Título        | Detalles del álbum                                                                            | Mejor posición | Mejor posición | Mejor posición | Mejor posición | Mejor posición | Mejor posición | Mejor posición | Mejor posición | Mejor posición | Mejor posición |
| Título        | Detalles del álbum                                                                            | US             | US R&B         | US Heat.       | US Indie       | BEL (FL)       | NZ Heat.       | SWI            | UK             | UK Indie       | UK R&B         |
| ------------- | --------------------------------------------------------------------------------------------- | -------------- | -------------- | -------------- | -------------- | -------------- | -------------- | -------------- | -------------- | -------------- | -------------- |
| Take Me Apart | - Lanzamiento: 6 de octubre de 2017 - Discográfica: Warp - Formatos: CD, LP, descarga digital | 128            | 18             | 4              | 11             | 104            | 3              | 80             | 51             | 7              | 3              |

### Álbumes de remezclas
| Título                      | Detalles del álbum                                                                       |
| --------------------------- | ---------------------------------------------------------------------------------------- |
| Hallucinogen Remixes        | - Lanzamiento: 25 de diciembre de 2015 - Discográfica: Warp - Formatos: Descarga digital |
| Take Me a_Part, the Remixes | - Lanzamiento: 5 de octubre de 2018 - Discográfica: Warp - Formatos: Descarga digital    |

### Mixtapes
| Título   | Detalles del álbum                                                                                    |
| -------- | --- |
| Cut 4 Me | - Lanzamiento: 1 de octubre de 2013 - Discográfica: Fade to Mind - Formatos: CD, LP, descarga digital |

### EP
| Título       | Detalles del EP                                                                           | Mejor posición | Mejor posición | Mejor posición |
| Título       | Detalles del EP                                                                           | US Dance       | US Heat.       | US Indie       |
| ------------ | ----------------------------------------------------------------------------------------- | -------------- | -------------- | -------------- |
| Hallucinogen | - Lanzamiento: 9 de octubre de 2015 - Discográfica: Warp - Formatos: LP, descarga digital | 4              | 4              | 40             |

### Sencillos
| Título                                                                              | Año  | Mejor posición | Álbum                       |
| Título                                                                              | Año  | BEL (FL) Tip   | Álbum                       |
| ----------------------------------------------------------------------------------- | ---- | -------------- | --------------------------- |
| "OICU" (con P. Morris and Le1f)                                                     | 2014 | —              |                             |
| "A Message"                                                                         | 2015 | —              | Hallucinogen                |
| "Rewind"                                                                            | 2015 | 33             | Hallucinogen                |
| "LMK"                                                                               | 2017 | —              | Take Me Apart               |
| "Frontline"                                                                         | 2017 | —              | Take Me Apart               |
| "Waitin"                                                                            | 2017 | —              | Take Me Apart               |
| "Blue Light"                                                                        | 2017 | —              | Take Me Apart               |
| "LMK (What's Really Good)" (con Princess Nokia, Junglepussy, Cupcakke y Ms. Boogie) | 2018 | —              | Take Me a_Part, the Remixes |
| "Waitin" (Kaytranada remix)                                                         | 2018 | —              | Take Me a_Part, the Remixes |

### Apariciones especiales
| Título               | Año  | Otros artistas          | Álbum                     |
| -------------------- | ---- | ----------------------- | ------------------------- |
| "In Tatters"         | 2011 | Daedelus                | Bespoke                   |
| "EFX"                | 2012 | Teengirl Fantasy        | Tracer                    |
| "Bank Head"          | 2013 | Kingdom                 | Saint Heron               |
| "Go All Night"       | 2013 | Ninguno                 | Saint Heron               |
| "Bank Head"          | 2013 | Kingdom                 | Vertical XL               |
| "Melba's Call"       | 2014 | Bok Bok                 | Your Charizmatic Self     |
| "With You"           | 2014 | Kindness                | Otherness                 |
| "World Restart"      | 2014 | Kindness, Ade           | Otherness                 |
| "Geneva"             | 2014 | Kindness                | Otherness                 |
| "For the Young"      | 2014 | Kindness                | Otherness                 |
| "Autumn (Lude I)"    | 2014 | Boots                   | Winter Spring Summer Fall |
| "Want It"            | 2014 | Tink, DJ Dahi           | Songs from Scratch        |
| "Dangerzone"         | 2015 | Future Brown, Ian Isiah | Future Brown              |
| "Soulful Beat"       | 2015 | Mocky                   | Key Change                |
| "Weather Any Storm"  | 2015 | Mocky                   | Key Change                |
| "Living in the Snow" | 2015 | Mocky                   | Key Change                |
| "Airy"               | 2015 | Obey City               | Merlot Sounds             |
| "A Breath Away"      | 2016 | Clams Casino            | 32 Levels                 |
| "From the Ground"    | 2016 | Danny Brown             | Atrocity Exhibition       |
| "Scales"             | 2016 | Solange                 | A Seat at the Table       |
| "Submission"         | 2017 | Gorillaz, Danny Brown   | Humanz                    |
| "WYWD" (remix)       | 2018 | Girl Unit               | Song Feel                 |